# Parton (Cumbria)
Parton è un villaggio e parrocchia civile dell'Inghilterra, appartenente alla contea della Cumbria.